# Hoo Stack
Hoo Stack är en ö och fyrplats i Storbritannien.  Den ligger i kommunen Shetlandsöarna och riksdelen Skottland.